# Spin out (zarządzanie)
Spin out, także internal startup – nowe przedsiębiorstwo, które zostało założone przez pracownika przedsiębiorstwa lub szkoły wyższej (np. laboratorium badawczego) wykorzystujące intelektualne lub materialne zasoby jednostki macierzystej. 
Przedsiębiorstwo takie jest zwykle związane pod względem organizacyjnym z jednostką macierzystą oraz posiada jej wsparcie pod względem finansowym.  Jednostka macierzysta może wspierać takie przedsiębiorstwo w zakresie obsługi prawnej, rachunkowości lub marketingu i dystrybucji oraz zachowywać częściową kontrolę nad rozwojem projektu.